# Nigel Mills

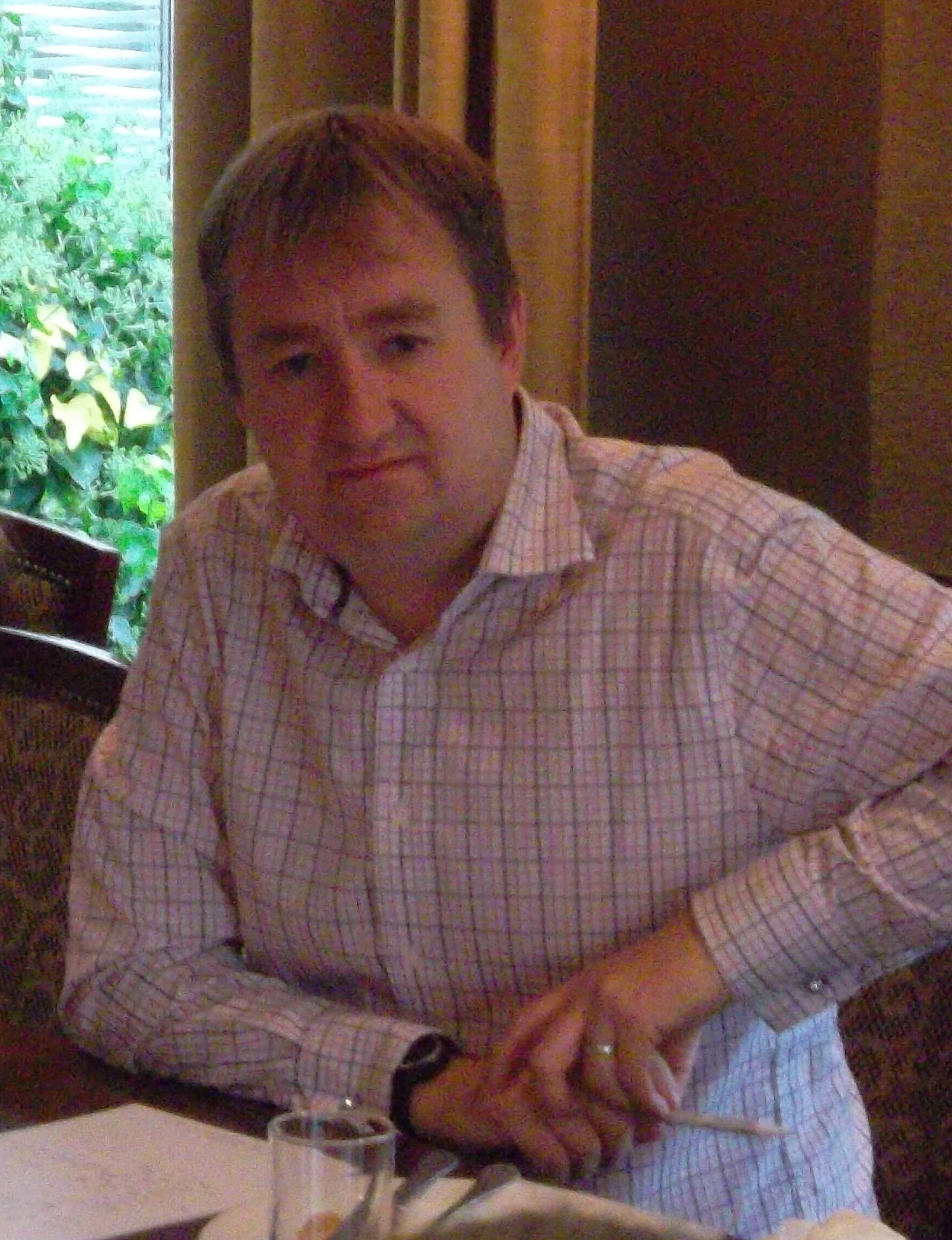
Nigel Mills (2013)

Nigel John Mills (* 1974 in Jacksdale, Nottinghamshire) ist ein britischer Politiker der Conservative Party. Er gehört seit 2010 dem House of Commons an.

## Familie und Ausbildung
Mills wurde als Sohn von Rosemary und John Mills in Jacksdale geboren. Er absolvierte ein Studium der klassischen Altertumswissenschaften an der Newcastle University. 1999 wurde er als Vereidigter Buchprüfer zugelassen. Mills war bis zu deren Tod 2006 mit Gillian Shaw liiert. Im Januar 2013 wurde Mills Verlobung mit Alice Elizabeth Ward, älteste Tochter von Mary and John Ward, bekannt gegeben. Das Paar heiratete am 14. September desselben Jahres in der Kapelle St Mary Undercroft im Palace of Westminster. Die beiden leben in Langley Mill.

## Beruflicher Werdegang
Mills arbeitete von 1996 bis 2008 für PricewaterhouseCoopers. 1998 nahm er eine Stelle als Steuerberater für Geschäftskunden bei Deloitte an, wo er bis zu seiner Wahl ins House of Commons tätig war.

## Politische Karriere
Sein politisches Engagement begann Mills 1997 auf lokaler Ebene. So war er Mitglied des Town Council von Heanor und Loscoe. 2004 wurde er in das Amber Valley Borough Council gewählt. Diese Ämter gab er im Mai 2011 auf. Zuvor war er bei den Unterhauswahlen für den Wahlkreis Amber Valley ins House of Commons gewählt worden. Er setzte sich mit einem Vorsprung von nur 536 Stimmen gegen die bisherige Amtsinhaberin der Labour Party, Judy Mallaber, durch. Seit seiner Wahl ist Mills Mitglied des Verwaltungsausschusses. Seit 2011 gehört er zudem dem Ausschuss für Nordirlandfragen und seit 2012 dem Ausschuss für Arbeit und Renten an. In der parlamentarischen Sommerpause 2011 nahm er an einem Freiwilligenprogramm in Tadschikistan teil und beriet dabei die dortige Regierung zu Fragen des Umweltschutzes und des Arbeitsmarkts. Er konnte seinen Sitz bei den Unterhaus-Wahlen 2015 und 2017 verteidigen.

## Auszeichnungen
Im Jahr 2013 wurde Mills von der Zeitschrift The Spectator zum Parlamentarier des Jahres gekürt.